# Спасовка (Хмельницкая область)
Спасовка (укр. Спасівка) — село в Городокском районе Хмельницкой области Украины.
Население по переписи 2001 года составляло 349 человек. Почтовый индекс — 32036. Телефонный код — 3251. Занимает площадь 1,27 км². Код КОАТУУ — 6821282902.

## Местный совет
32035, Хмельницкая обл., Городокский р-н, с. Каменка